# Palacio de Alfonso III

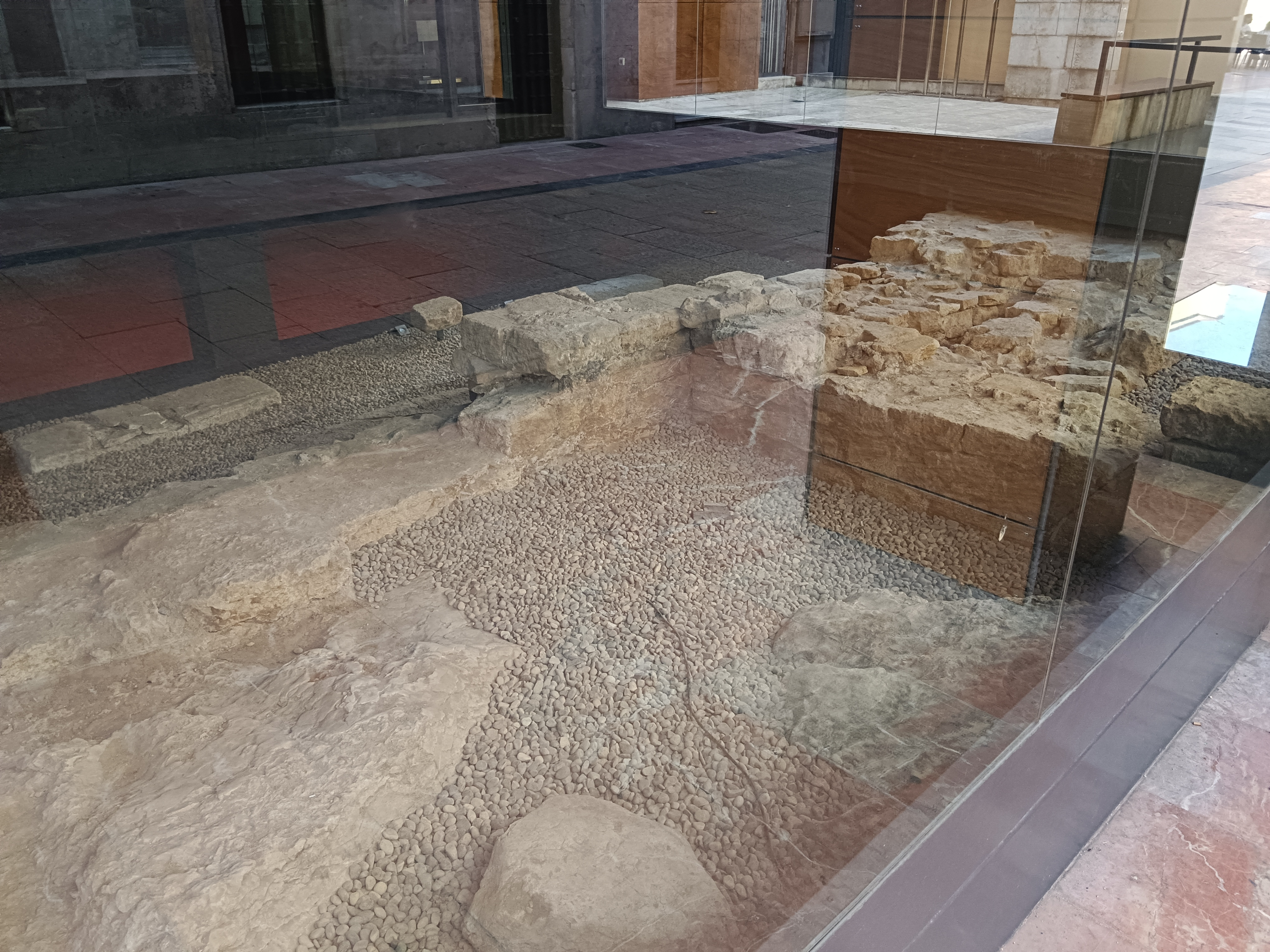
Restos del palacio en el Colegio de abogados de Oviedo

El palacio de Alfonso III, o palacio Magno, fue la residencia del rey asturiano Alfonso III el Magno en la ciudad de Oviedo (Asturias, España).

## Descripción
El palacio fue construido en torno al siglo IX y se situó a extramuros, pero a escasos metros de las iglesias que dieron lugar a la actual Catedral de Oviedo. El edificio ocupaba una gran extensión de terreno y se articulaba en torno a al menos un patio. Contaba con una sala noble, a la que se añadió un ábside para el altar de San Juan Evangelista. Esta zona fue posteriormente convertida en iglesia del hospital de San Juan, fundado a finales del s. XI sobre el palacio. 
Actualmente sólo se conservan restos del palacio, y estos están en el interior del Ilustre Colegio de Abogados de Oviedo, en la calle Schulzt. Es posible observar los restos del palacio y la iglesia a través de una cristalera en dicha calle. Estos restos salieron a la luz en la década de 2000, en el solar que dejó el antiguo colegio de San Isidro, al construir el Colegio de abogados, confirmando hipótesis anteriores.